# Dunkley (Birmingham)
Dunkley is een Brits historisch merk van motorfietsen.
De bedrijfsnaam was: Dunkleys Ltd., Birmingham.
Dunkley leverde vanaf 1914 talrijke modellen met 199- tot 988 cc Precision-motoren, 342 cc PeCo-tweetaktmotoren en 298- tot 748 cc JAP-blokken produceerde.
Dunkley begon haar productie op het meest ongelukkige moment, vlak voor het uitbreken van de Eerste Wereldoorlog. In 1914 begon men met modellen met Precision-inbouwmotoren, 2- tot 4½pk eencilinders en 4-en 6pk-V-twins. Zelfs het lichtste model had al een kopklepmotor en twee versnellingen, verlichting, een claxon boordgereedschap in twee gereedschapstassen, maar wel riemaandrijving vanaf de versnellingsbak. Er was ook een (PeCo)-tweetaktmodel, dat in 1915 drie versnellingen kreeg.
In 1916, het laatste jaar van het bestaan van het merk, kregen alle modellen JAP-viertaktmotoren.